# Facundo Bertoglio
Facundo Daniel Bertoglio (San José de la Esquina, Santa Fe, 30 de junio de 1991) es un futbolista argentino. Se desempeña como mediocampista en el Club Atlético Centenario de San José de la Esquina, Santa Fe, Argentina.

## Trayectoria

### Colón
Facundo Bertoglio fue descubierto en una prueba de jugadores adelantada por Mario Sciacqua, entonces coordinador de divisiones inferiores de Colón en octubre de 2007 y fue seleccionado para las inferiores del equipo entre aproximadamente 200 jugadores.
Posteriormente fue ascendiendo hasta jugar con la reserva y debutó el 3 de mayo de 2009 ante Argentinos Juniors, fecha a partir de la cual mantuvo la titularidad. Son especialmente recordados goles suyos a Arsenal de Sarandí, a Boca Juniors y a la U Católica por la Copa Libertadores 2010.

### Dinamo de Kiev
En mayo de 2010 se anunció la venta de su pase al Dinamo de Kiev por un valor de cuatro millones de dólares firmando por 5 años, equipo en el que comparte lugar con el ucraniano Andriy Shevchenko. Nunca se pudo asentar en el equipo ucraniano jugando así la mayor parte en el equipo de reserva.

### Grêmio
A principios de 2012, es cedido a préstamo al Grêmio de Porto Alegre, permaneciendo allí durante 6 meses para disputar el campeonato Gaúcho, jugando en buen nivel. Jugó al lado de sus compatriotas Hernán Barcos y Ezequiel Miralles. Llega a inicios del 2012 en busca de mayores oportunidades, jugando varios partidos en el campeonato gaucho. A mediados del 2012 el Grêmio renueva el préstamo por 6 meses más para jugar el campeonato Brasileirao, pero no tuvo la continuidad deseada (solo jugó 1 partido).

### Evian Thonon
En julio del 2013, el Évian FC francés consigue el préstamo del jugador por un año, fue presentado con el número 7. Aquí no logró una gran continuidad, el equipo tuvo un campeonato irregular y al finalizar la cesión a préstamo, toma la decisión en el 2014 de ir al Club Atlético Tigre. Comparte el equipo con su compatriota Marco Rubén.

### Tigre
El 12 de agosto de 2014 se convierte en nuevo refuerzo del Tigre teniendo grandes partidos.

### Asteras Tripolis
Llega a mediados del 2015 al Asteras Tripolis de la Superliga de Grecia para jugar la Liga Europa de la UEFA 2015-16, para su suerte de adaptamiento el equipo griego estuvo plagado de argentinos como Fernando Alloco, Brian Lluy, Cristian Chávez, Nico Fernández y Pablo Mazza.

### Apoel
En julio del 2016 fue presentado por el Apoel Nicosia luego de quedar libre al terminar sus 5 años de contrato con el Dínamo de Kiev, firmó por 2 años con opción a renovar un año más. Jugó la Liga de Campeones de la UEFA 2016-17 y Liga Europa de la UEFA 2016-17.

## Clubes
|  | Club               | País       | Año         |
|  | ------------------ | ---------- | ----------- |
|  | Colón              | Argentina  | 2008 - 2010 |
|  | Dinamo de Kiev     | Ucrania    | 2010 - 2011 |
|  | Grêmio             | Brasil     | 2012 - 2013 |
|  | Fenerbahçe         | Turquía    | 2013 - 2014 |
|  | Tigre              | Argentina  | 2014 - 2015 |
|  | Asteras Tripolis   | Grecia     | 2015 - 2016 |
|  | APOEL              | Chipre     | 2016 - 2018 |
|  | FC Ordabasy        | Kazajistán | 2018        |
|  | Lamia FC           | Grecia     | 2019        |
|  | Aldosivi           | Argentina  | 2019 - 2020 |
|  | Aris FC            | Grecia     | 2020 - 2024 |
|  | Centenario MSD y B | Argentina  | 2025        |

## Estadísticas

### Clubes
- Actualizado hasta el 16 de marzo de 2020.

| Colón Argentina |                     |                     |     |    |    |   |    |   |    |   |      |    |      |
| 1.ª |                     |                     |     |    |    |   |    |   |    |   |      |    |      |
| 2008-09 | 6                   | 0                   | -   | -  | -  | - | -  | - | 6  | 0 | 0,00 |    |      |
| 2009-10 | 36                  | 4                   | -   | -  | -  | - | 2  | 1 | 38 | 5 | 0,13 |    |      |
| Total club | Total club          | Total club          | 42  | 4  | -  | - | -  | - | 2  | 1 | 44   | 5  | 0,11 |
| Dinamo de Kiev · Ucrania |                     |                     |     |    |    |   |    |   |    |   |      |    |      |
| 1.ª |                     |                     |     |    |    |   |    |   |    |   |      |    |      |
| 2010-11 | 4                   | 0                   | 1   | 0  | -  | - | 1  | 0 | 6  | 0 | 0,00 |    |      |
| 2011-12 | 0                   | 0                   | 0   | 0  | -  | - | 0  | 0 | 0  | 0 | 0,00 |    |      |
| Total club | Total club          | Total club          | 4   | 0  | 1  | 0 | -  | - | 1  | 0 | 6    | 0  | 0,00 |
| Grêmio · Brasil |                     |                     |     |    |    |   |    |   |    |   |      |    |      |
| 1.ª |                     |                     |     |    |    |   |    |   |    |   |      |    |      |
| 2012 | 1                   | 0                   | 5   | 3  | 9  | 2 | 0  | 0 | 15 | 5 | 0,33 |    |      |
| 2013 | 0                   | 0                   | 0   | 0  | 6  | 3 | 0  | 0 | 6  | 3 | 0,50 |    |      |
| Total club | Total club          | Total club          | 1   | 0  | 5  | 3 | 15 | 5 | 0  | 0 | 21   | 8  | 0,38 |
| Évian Francia |                     |                     |     |    |    |   |    |   |    |   |      |    |      |
| 1.ª |                     |                     |     |    |    |   |    |   |    |   |      |    |      |
| 2013-14 | 14                  | 0                   | 2   | 1  | -  | - | -  | - | 16 | 1 | 0,06 |    |      |
| Total club | Total club          | Total club          | 14  | 0  | 2  | 1 | -  | - | -  | - | 16   | 1  | 0,06 |
| Évian "II" Francia |                     |                     |     |    |    |   |    |   |    |   |      |    |      |
| 4.ª |                     |                     |     |    |    |   |    |   |    |   |      |    |      |
| 2013-14 | 1                   | 0                   | -   | -  | -  | - | -  | - | 1  | 0 | 0,00 |    |      |
| Total club | Total club          | Total club          | 1   | 0  | -  | - | -  | - | -  | - | 1    | 0  | 0,00 |
| Tigre Argentina |                     |                     |     |    |    |   |    |   |    |   |      |    |      |
| 1.ª |                     |                     |     |    |    |   |    |   |    |   |      |    |      |
| 2014 | 15                  | 2                   | 1   | 0  | -  | - | -  | - | 16 | 2 | 0,12 |    |      |
| 2015 | 8                   | 1                   | 1   | 0  | -  | - | -  | - | 9  | 1 | 0,11 |    |      |
| Total club | Total club          | Total club          | 23  | 3  | 2  | 0 | -  | - | -  | - | 25   | 3  | 0,12 |
| Asteras Tripolis · Grecia |                     |                     |     |    |    |   |    |   |    |   |      |    |      |
| 1.ª |                     |                     |     |    |    |   |    |   |    |   |      |    |      |
| 2015-16 | 20                  | 3                   | 1   | 0  | -  | - | 4  | 1 | 25 | 4 | 0,16 |    |      |
| Total club | Total club          | Total club          | 20  | 3  | 1  | 0 | -  | - | 4  | 1 | 25   | 4  | 0,16 |
| APOEL de Nicosia Chipre |                     |                     |     |    |    |   |    |   |    |   |      |    |      |
| 1.ª |                     |                     |     |    |    |   |    |   |    |   |      |    |      |
| 2016-17 | 26                  | 5                   | 4   | 1  | -  | - | 7  | 0 | 37 | 6 | 0,16 |    |      |
| 2017-18 | 7                   | 0                   | 1   | 1  | -  | - | 6  | 1 | 14 | 2 | 0,14 |    |      |
| Total club | Total club          | Total club          | 33  | 5  | 5  | 2 | -  | - | 13 | 1 | 51   | 8  | 0,15 |
| Ordabasy · Kazajistán |                     |                     |     |    |    |   |    |   |    |   |      |    |      |
| 1.ª |                     |                     |     |    |    |   |    |   |    |   |      |    |      |
| 2018 | 14                  | 1                   | 0   | 0  | -  | - | -  | - | 14 | 1 | 0,07 |    |      |
| Total club | Total club          | Total club          | 14  | 1  | 0  | 0 | -  | - | -  | - | 14   | 1  | 0,07 |
| Lamia · Grecia |                     |                     |     |    |    |   |    |   |    |   |      |    |      |
| 1.ª |                     |                     |     |    |    |   |    |   |    |   |      |    |      |
| 2018-19 | 28                  | 5                   | 4   | 0  | -  | - | -  | - | 32 | 5 | 0,15 |    |      |
| Total club | Total club          | Total club          | 28  | 5  | 4  | 0 | -  | - | -  | - | 32   | 5  | 0,15 |
| Aldosivi Argentina |                     |                     |     |    |    |   |    |   |    |   |      |    |      |
| 1.ª |                     |                     |     |    |    |   |    |   |    |   |      |    |      |
| 2019-20 | 19                  | 3                   | 1   | 0  | -  | - | -  | - | 20 | 3 | 0,15 |    |      |
| Total club | Total club          | Total club          | 19  | 3  | 1  | 0 | -  | - | -  | - | 20   | 3  | 0,15 |
| Total en su carrera | Total en su carrera | Total en su carrera | 199 | 24 | 21 | 6 | 15 | 5 | 20 | 3 | 255  | 38 | 0,14 |
| (1) Las copas nacionales se refiere a la Copa de Ucrania, la Copa de Brasil, la Copa de Francia, la Copa de la Liga de Francia, la Copa Argentina, la Copa de Grecia, la Copa de Chipre, la Supercopa de Chipre, la Copa de Kazajistán y a la Copa de la Superliga Argentina. (2) Los campeonatos estaduales se refiere al Campeonato Gaúcho. (3) Las copas internacionales se refiere a la Copa Libertadores, la Copa Sudamericana, la UEFA Champions League y la UEFA Europa League. (4) Media de goles por encuentro. No incluye goles en partidos amistosos. |                     |                     |     |    |    |   |    |   |    |   |      |    |      |

## Selección
| Selección     | Año           | Amistosos | Amistosos | Eliminatorias | Eliminatorias | Mundial | Mundial | Copa América | Copa América | Total | Total | Media goleadora |
| Selección     | Año           | PJ        | G         | PJ            | G             | PJ      | G       | PJ           | G            | PJ    | G     | Media goleadora |
| ------------- | ------------- | --------- | --------- | ------------- | ------------- | ------- | ------- | ------------ | ------------ | ----- | ----- | --------------- |
| Absoluta      | 2010          | 1         | 2         | -             | -             | -       | -       | -            | -            | 1     | 2     | 2               |
| Absoluta      | Total         | 1         | 2         | -             | -             | -       | -       | -            | -            | 1     | 2     | 2               |
| Total carrera | Total carrera | 1         | 2         | -             | -             | -       | -       | -            | -            | 1     | 2     | 2               |

## Palmarés
| Club           | Título               | Año     |
| -------------- | -------------------- | ------- |
| Dinamo de Kiev | Supercopa de Ucrania | 2011    |
| APOEL          | Primera División     | 2016-17 |
| APOEL          | Primera División     | 2017-18 |